# The Joshua Tree
| Recensione       | Giudizio       |
| ---------------- | -------------- |
| Ondarock         | Pietra miliare |
| AllMusic         |                |
| Rolling Stone    |                |
| Robert Christgau | B              |
| Piero Scaruffi   |                |

The Joshua Tree è il quinto album in studio degli U2, pubblicato nel 1987. Ritenuto uno dei miglior album della band, nonché uno dei migliori della storia della musica, ha vinto il premio come album dell'anno alla cerimonia dei Grammy Award del 1988 ed occupa la posizione n. 26 nella lista dei 500 migliori album secondo la rivista Rolling Stone. Nell'ottobre 2020, secondo un sondaggio dell'emittente radiofonica BBC Radio 2 è stato eletto come il migliore album  degli anni 80.

## Descrizione
Dopo The Unforgettable Fire, il gruppo decide di volgere la propria attenzione verso le radici della musica statunitense e comincia ad esplorare il blues, il country e il gospel. Inoltre, gli U2 frequentano i gruppi irlandesi The Waterboys e Hothouse Flowers e intuiscono una sorta di musica irlandese indigena mescolata con il folk statunitense. L'amicizia con Bob Dylan, Van Morrison e Keith Richards spinge la band a guardare alle radici del rock e Bono dà prova del suo talento di autore di testi e canzoni. Gli U2 vogliono cominciare a costruire partendo dalle atmosfere di The Unforgettable Fire ma cercano anche un suono più duro all'interno della stretta disciplina della struttura della canzone tradizionale, piuttosto che la sperimentazione spesso sfuocata dell'album precedente.
l disco è stato prodotto da Brian Eno e Daniel Lanois.
Scrive la rivista Rolling Stone il 7 maggio 1987: «La bellezza selvaggia, la ricchezza culturale, il vuoto spirituale e la feroce violenza dell'America vengono esplorati per ottenere degli effetti di fatto in ogni aspetto di The Joshua Tree; già nel titolo e nelle immagini sulla copertina dell'album, il blues e il country si mescolano chiaramente nella musica... Infatti, Bono dice che "smantellare la mitologia dell'America" rappresenta una parte importante dell'obiettivo artistico di The Joshua Tree.»
Gli U2 interrompono le sessioni dell'album nel 1986 per fare da "headline" nel tour con Amnesty International, A Conspiracy of Hope Tour. Piuttosto che rappresentare una distrazione, il tour aggiunge un'intensità e un potere extra alla loro nuova musica, fornendo un'ulteriore dimostrazione di ciò che volevano dire. Nel suo viaggio del 1986 a San Salvador e in Nicaragua, Bono assiste in prima persona alle angherie a cui sono sottoposti i contadini nei conflitti interni e questo influenza molto l'album, soprattutto in Bullet the Blue Sky e Mothers of the Disappeared.
Nell'album si contrappongono l'antipatia verso gli Stati Uniti, compresa la rabbia per la politica estera degli USA dell'amministrazione Reagan in America Centrale, ed il fascino profondo della campagna americana, gli spazi immensi, la libertà e ciò che rappresenta. La band vuole un tipo di musica con un senso di "location", una qualità "cinematica". La musica e le parole sono disegnate sull'immaginario creato dalle opere degli scrittori statunitensi conosciute dagli U2. Secondo Bono, l'album è ispirato e influenzato più dalla geografia che dalla gente.
Il disco è influenzato dal country e dal blues. Durante la registrazione di Silver and Gold con Keith Richards, Bono e Richards ascoltano il blues, il country, la pop music americana degli anni cinquanta, tutte influenze che, combinate con i primi "riferimenti" di Bono (Patti Smith, Bob Dylan), producono un effetto sulla canzone e sull'intero album.
L'album è stato registrato, in parte, negli studi Sun a Memphis (dove sono stati registrati i primi fondamentali album di rock and roll, negli anni '50, dai primi singoli di Elvis Presley fino a quelli di Jerry Lee Lewis).

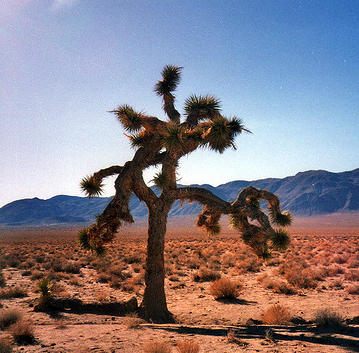
La yucca brevifolia, ovverosia l'albero di Joshua "originale" della copertina del disco

Il titolo dell'album fa riferimento alla Yucca brevifolia, detta appunto albero di Joshua (traduzione inglese di Giosuè), pianta originaria del sud ovest degli Stati Uniti (California, Arizona, Utah e Nevada).

## Accoglienza e riconoscimenti
Intitolato The Joshua Tree come "tributo" all'America (piuttosto che come metafora), l'album è uscito nel marzo del 1987. Ha debuttato al numero uno nelle classifiche inglesi e altrettanto rapidamente ha raggiunto i vertici delle "charts" americane. Gli U2 sono diventati con The Joshua Tree la quarta rock band a comparire sulla copertina di Time (dopo i Beatles, The Band e The Who).
Con The Joshua Tree gli U2 hanno vinto i loro primi due Grammy Award, per l'album dell'anno e per la miglior performance rock eseguita da un gruppo.
Nel 1989, la rivista Rolling Stone ha inserito l'album al terzo posto nella lista dei 100 migliori album degli anni ottanta e al numero 26 in quella dei 500 migliori album di tutti i tempi. Inoltre nel 2001, The Joshua Tree è risultato il sesto album nella lista dei migliori album di "Musica Cristiana Contemporanea" di tutti i tempi della rivista CCM Magazine.
L'album ha venduto circa 28 milioni di copie in tutto il mondo, oltre 10 milioni di copie soltanto negli Stati Uniti, e rappresenta il più grande successo di vendite degli U2.
Nel 2014 è stato inserito nella National Recording Registry dalla Biblioteca del Congresso degli Stati Uniti d'America in quanto «culturalmente, storicamente, ed esteticamente significativo».
Nel 2020 riceve l'ennesimo riconoscimento dall'emittente radiofonica BBC Radio 2, essendo stato eletto al primo posto come il migliore album degli anni 80, davanti a Brothers in Arms dei Dire Straits e The Stone Roses degli Stone Roses.

## Singoli
With or Without You e la versione gospel di I Still Haven't Found What I'm Looking For sono stati pubblicati come singoli ed hanno raggiunto abbastanza velocemente la vetta delle classifiche negli USA. Anche il singolo Where the Streets Have No Name ha avuto molto successo. Inoltre, In God's Country è stato pubblicato come 45 giri nel Nord America riscuotendo un modesto successo mentre One Tree Hill è uscito in Nuova Zelanda. Red Hill Mining Town, inizialmente bocciato come possibile singolo, è stato poi realizzato durante le prove del "Joshua Tree Tour".
Spanish Eyes e Deep in the Heart sono uscite come lato B di I Still Haven't Found What I'm Looking For, Luminous Times (Hold on to Love) e Walk to the Water di With or Without You, Sweetest Thing, Silver and Gold e Race Against Time di Where the Streets Have No Name.
Un certo numero di canzoni uscite come "lato B" erano state inizialmente prese in considerazione per una versione "doppio album" di The Joshua Tree. Bono è stato il più grande sostenitore di questa versione estesa dell'album ma alla fine The Edge ha deciso per la versione definitiva con 11 tracce.

## Significato delle canzoni
- Where the Streets Have No Name — La canzone è stata ispirata dal viaggio in Etiopia che Bono compì assieme alla moglie in seguito al Live Aid; il titolo venne spiegato dallo stesso Bono in un'intervista:

(Bono)
- I Still Haven't Found What I'm Looking For — L'interrogativo sulla difficoltà da parte del credente di mantenere salda la sua fede in Dio.
- With or Without You — Probabilmente la canzone più celebre degli U2, è una ballata il cui testo si presta a due diverse interpretazioni: la fine dolorosa di una storia d'amore ed una riflessione sulla religione.
- Bullet the Blue Sky — Ispirata dai viaggi in El Salvador e Nicaragua, la canzone parla della rabbia per la politica estera tenuta dagli USA durante l'amministrazione Reagan in molti stati dell'America Centrale basata sull'embargo economico e sul finanziamento di gruppi paramilitari per destabilizzare tali paesi attraverso guerre civili.
- Running to Stand Still — Bono affronta il delicato tema della droga narrando della dipendenza quotidiana di una ragazza all'eroina.
- Red Hill Mining Town — Il testo parla della situazione di migliaia di minatori che rischiano il lavoro a causa della chiusura di molte miniere, fenomeno che stava colpendo il Regno Unito negli anni ottanta, durante il secondo mandato del Governo Thatcher.
- In God's Country — Il deserto americano visto da Bono, con tutte le emozioni che ispira.
- Trip Through Your Wires — Dedicato all'amore per una donna, che imprigiona l'innamorato con i suoi lacci. Ma tale prigionia è fonte di felicità.
- One Tree Hill — Canzone dedicata a Greg Carrol, uno degli assistenti della band che morì in un incidente in moto a Dublino mentre faceva una commissione per Bono, e a cui è dedicato The Joshua Tree: la One Tree Hill è una collina di Auckland, in Nuova Zelanda, terra natia del giovane Carrol. Si parla anche della morte di Víctor Jara.
- Exit — Ispirato a La morte corre sul fiume, film thriller del 1955, la canzone racconta di un uomo di religione che diventa omicida.
- Mothers of the Disappeared — Canzone dedicata alle Madri di Plaza de Mayo.
- Wave of Sorrow (Birdland) - canzone inserita nell'edizione rimasterizzata del 2007, è stata ispirata da Patty Smith, motivo per cui è stato aggiunto nel titolo "Birdland", in onore dell'omonimo brano tratto dall'album dell'artista Horses. Il titolo del brano è stato tratto da una poesia di Langston Hughes, mentre  la canzone è stata scritta durante il viaggio fatto in Etiopia ed esprime la preoccupazione che tutti i finanziamenti ricevuti a seguito del Live Aid non sarebbero mai riusciti a risolvere il problema del continente africano. Il brano non era ancora pronto per l'uscita dell'album nel 1987 e solo nel 2007 è stato terminato.[30]

## Tour promozionale
Per promuovere l'album, il gruppo intraprese il Joshua Tree Tour, partito dall'Arizona State University Activity Center di Tempe il 2 aprile 1987, e conclusosi al Sun Devil Stadium della medesima città il 20 dicembre dello stesso anno.
Durante il tour la band ampliò la propria attenzione verso le radici della musica americana: collaborò con il cantautore folk Bob Dylan, il musicista blues B. B. King, e il coro gospel New Voices of Freedom di Harlem; gli U2 visitarono inoltre Graceland e il Sun Studio di Memphis per incidere nuovo materiale che andrà poi a formare l'album Rattle and Hum nel 1988.

## Tracce

### Edizione originale
Testi di Bono, musiche di U2.
1. Where the Streets Have No Name – 5:37
2. I Still Haven't Found What I'm Looking For – 4:37
3. With or Without You – 4:56
4. Bullet the Blue Sky – 4:32
5. Running to Stand Still – 4:18
6. Red Hill Mining Town – 4:52
7. In God's Country – 2:57
8. Trip Through Your Wires – 3:32
9. One Tree Hill – 5:23
10. Exit – 4:13
11. Mothers of the Disappeared – 5:14

Stando a ciò che ha affermato Bono in un documentario della BBC, l'ordine delle tracce è stato deciso dalla cantautrice inglese Kirsty MacColl che ha inserito per prime le sue canzoni preferite e di seguito le altre.

### Edizione rimasterizzata del 2007
Il 3 dicembre 2007, in occasione del ventesimo anniversario di The Joshua Tree, l'album è stato pubblicato in versione rimasterizzata in quattro differenti formati:
- Formato CD: album rimasterizzato in CD.
- Formato Deluxe: album rimasterizzato in CD con un CD bonus (contenente alcuni lati B e rarità delle registrazioni di The Joshua Tree) e un libretto di 36 pagine.
- Edizione Box set: come il precedente ma con un libro di 56 pagine e un DVD bonus contenente il concerto tenuto il 4 luglio 1987 all'Hippodrome de Vincennes di Parigi e altri video.
- Edizione Doppio Vinile: versione rimasterizzata su vinile nella storica Unitepagine.

bonus
Musiche di U2.
1. Luminous Times (Hold on to Love) – 4:35
2. Walk to the Water – 4:49
3. Spanish Eyes – 3:16
4. Deep in the Heart – 4:31
5. Silver and Gold – 4:37
6. Sweetest Thing (Versione lato B del 1987) – 3:04
7. Race Against Time – 4:03
8. Where the Streets Have No Name (Versione singolo) – 4:50
9. Silver and Gold (Versione dell'album Sun City con Keith Richards e Ron Wood) – 4:42
10. Beautiful Ghost / Introduction to Songs of Experience – 3:56
11. Wave of Sorrow (Birdland) – 4:06
12. Desert of Our Love – 4:59
13. Rise Up – 4:08
14. Drunk Chicken / America – 1:31

DVD - Live from Paris
1. I Will Follow
2. Trip Through Your Wires
3. I Still Haven't Found What I'm Looking For
4. MLK
5. The Unforgettable Fire
6. Sunday Bloody Sunday
7. Exit
8. In God's Country
9. The Electric Co.
10. Bad
11. October
12. New Year's Day
13. Pride (In the Name of Love)
14. Bullet the Blue Sky
15. Running to Stand Still
16. With or Without You
17. Trash, Trampoline and the Party Girl
18. 40

Extra
- Outside It's America, documentario di 50 minuti sul "Joshua Tree Tour"
- With or Without You, versione alternativa del videoclip
- Red Hill Mining Town, videoclip inedito diretto da Neil Jordan

### Edizione trentennaleJoshua Tree 2017
In occasione del trentesimo anniversario gli U2 pubblicano il 2 giugno 2017 una nuova versione dell'album in tre edizioni.
- Standard da un CD
- Deluxe con un CD aggiuntivo contenente il concerto al Madison Square Garden
- Super deluxe: 4 CD di cui i primi 2 contenuti nella deluxe edition più un cd di remix di alcune tracce dell'album ed un quarto cd con b sides contenuti già nell'edizione 2007, il tutto arricchito da un libro di foto scattate da The Edge e 12 foto su carta scattate da Anton Corbjin. Ne esiste poi una versione a 7 vinili contenente lo stesso materiale.

## Formazione
Gruppo
- Bono – voce, chitarra, armonica (tracce 5, 8)
- The Edge – chitarra, cori, pianoforte (traccia 5)
- Adam Clayton – basso
- Larry Mullen Jr. – batteria

Altri musicisti
- Brian Eno – produzione, tastiera, sintetizzatore, cori
- Daniel Lanois – produzione, chitarra (tracce 2 e 5), tamburello, cori, omnichord
- Paul Barrett – arrangiamenti e direttore d'orchestra (sezione ottoni)
- The Arklow Silver Band – ottoni (traccia 6)
- The Armin Family – strumenti ad arco, (traccia 9)

Produzione
- Dave Meegan – ingegneria del suono aggiuntiva
- Pat McCarthy – ingegneria del suono aggiuntiva
- Mary Kettle – assistenza all'ingegneria del suono (tracce 1, 3, 4 e 6)
- Steve Lillywhite – missaggio (tracce 1, 3, 4 e 6)
- Mark Wallace – assistenza al missaggio (tracce 1, 3, 4 e 6)
- Anton Corbijn – fotografia
- Flood – registrazione
- Bob Doidge – registrazione strumenti ad arco
- Des Broadbery – assistenza tecnica
- Joe O'Herlihy – assistenza tecnica
- Marc Coleman – assistenza tecnica
- Marion Smyth – assistenza tecnica
- Mary Gough – assistenza tecnica
- Tim Buckley – assistenza tecnica
- Tom Mullally – assistenza tecnica

## Classifiche

### Classifiche settimanali
| Classifica (1987) | Posizione massima |
| ----------------- | ----------------- |
| Australia         | 3                 |
| Austria           | 1                 |
| Canada            | 1                 |
| Europa            | 1                 |
| Finlandia         | 1                 |
| Francia           | 1                 |
| Germania          | 1                 |
| Irlanda           | 1                 |
| Italia            | 1                 |
| Norvegia          | 4                 |
| Nuova Zelanda     | 1                 |
| Paesi Bassi       | 1                 |
| Regno Unito       | 1                 |
| Spagna            | 1                 |
| Stati Uniti       | 1                 |
| Svezia            | 1                 |
| Svizzera          | 1                 |

### Classifiche di fine anno
| Classifica (1987) | Posizione |
| ----------------- | --------- |
| Australia         | 5         |
| Austria           | 1         |
| Canada            | 1         |
| Francia           | 6         |
| Germania          | 1         |
| Italia            | 4         |
| Nuova Zelanda     | 1         |
| Paesi Bassi       | 1         |
| Regno Unito       | 2         |
| Spagna            | 2         |
| Stati Uniti       | 6         |
| Svizzera          | 1         |

### Classifiche di fine decennio
| Classifica (1980–1989) | Posizione |
| ---------------------- | --------- |
| Regno Unito            | 10        |